# Залуже (Лодзинське воєводство)
Залуже (пол. Załuże) — село в Польщі, у гміні Щерцув Белхатовського повіту Лодзинського воєводства.
Населення — 231 особа (2011).
У 1975-1998 роках село належало до Пйотрковського воєводства.

## Демографія
Демографічна структура станом на 31 березня 2011 року:
|          | Загалом | Допрацездатний вік | Працездатний вік | Постпрацездатний вік |
| -------- | ------- | ------------------ | ---------------- | -------------------- |
| Чоловіки | 114     | 32                 | 78               | 4                    |
| Жінки    | 117     | 27                 | 72               | 18                   |
| Разом    | 231     | 59                 | 150              | 22                   |